# Sit d'aiguamoll
El sit d'aiguamoll o pardal palustre (Melospiza georgiana) és una espècie d'ocell de la família dels passerèl·lids (Passerellidae) que habita praderies humides, pantans i aiguamolls d'Amèrica del Nord, des de la Colúmbia Britànica i Alberta cap a l'est, a través del centre del Canadà fins Labrador i Terranova i cap al sud, al quadrant nord-oriental dels Estats Units.

## Descripció
Mesura entre uns 12-15 cm de longitud, pesa entre 15 i 23 g i fa entre 18-19 cm d'envergadura.
Els adults tenen les parts superiors i les ales de color rovell (marró vermellós) amb el pit gris sense ratlles, ventre clar i gola blanca. La majoria dels mascles i algunes femelles tenen casquets de color rovell. La cara és grisa amb una llista ocular fosca. Tenen el bec curt i les potes força llargues. Al cap, els ocells immadurs i els adults en època no reproductiva solen tenir dues llistes marrons i gran part del gris es substitueix per color beix.

## Distribució i hàbitat
El sit d'aiguamoll es reprodueixen al nord dels Estats Units i al Canadà boreal. L'extrem sud de la zona de reproducció coincideix en gran manera amb la Línia de Màxima Glaciació. Un petit nombre d'ocells morfològicament diferents habiten els aiguamolls i maresmes des del nord de Virgínia fins a l'estuari del riu Hudson. Aquesta subespècie (M. g. nigrescens) hiverna als aiguamolls costaners de les Carolines i es diferencia de les dues subespècies de l'interior en tenir més llistes negres en un plomatge en general més gris, bec més gros, cants diferents i una mida mitjana de posta més petita.
L'hàbitat de reproducció són els aiguamolls, inclosos els aiguamolls salobres, a l'est d'Amèrica del Nord i el centre del Canadà. Construeix un niu voluminós en la vegetació dels pantans, sovint just per sobre del sòl o de la superfície de l'aigua amb fulles o herba fent-les arquejar a la part superior. La femella construeix un nou niu cada any i pon una mitjana de quatre ous per posta.

## Alimentació
Generalment s'alimenten a terra prop de la vora de l'aigua, en aigües poc profundes o en vegetació de pantans. A l'hivern, la dieta és principalment fruites i llavors, mentre que durant l'època de reproducció és principalment artròpodes.

## Cant
El cant és un trinat lent i monòton, més lent que el del sit cellablanc. Un mascle pot tenir un repertori de diversos trins diferents. La crida comuna és un «xip» fort que recorda un mosquer fibi.

## Taxonomia
Es reconeixen tres subespècies:
- M. g. ericrypta (Oberholser, 1938) sud de Canada i centre-nord d'USA.
- M. g. georgiana (Latham, 1790) sud-est de Canada i nord-est i est central d'USA.
- M. g. nigrescens (Bond & Stewart, 1951) costa est (de New Jersey al sud-est de Maryland)